# Divisions administratives de Corea del Nord
Les divisions administratives de Corea del Nord són organitzades a tres nivells jeràrquics. Algunes de les unitats tenen equivalències en el sistema de Corea del Sud. Al nivell més alt hi han nou províncies, dos ciutats directament governades, i tres divisions administratives especials. Les divisions del segon nivell són ciutats, comtats, barris, i districtes. Hi ha més subdivisions en entitats del tercer nivell: ciutats, barris, pobles, i els districtes dels treballadors. El sistema del tercer nivell administratiu utilitzat a Corea del Nord va ser primer inaugurat per Kim Il-sung el 1952, com a part d'una reestructuració massiva de govern local. Anteriorment, el país havia usat un sistema multi-nivell similar al que encara es fa servir a Corea del Sud. (Les traduccions no són oficials, però si aproximacions. Els noms han sét romanitzats segons el sistema McCune-Reischauer utilitzat oficialment dins Corea del Nord; l'editor va ser també guiat per les pronunciacions usades el 2003 pel mapa de Corea de National Geographic).

## Divisions de primer nivell
Les nou províncies nord-coreanes actuals deriven de les províncies tradicionals de Corea, però han estat més subdivides des de la divisió de Corea. Són àrees grans incloent-hi ciutats, regions rurals i muntanyoses. Les dues ciutats directament governades (Chikhalsi; 직할시, 直轄市) són ciutats metropolitanes grans que han estat separades de les seves províncies anteriors per esdevenir unitats de primer nivell. Les altres quatre ciutats van estar directament governades antigament, però van ser posteriorment reincorporades amb les seves províncies o reorganitzades d'una altra forma.
Les tres regions administratives especials van ser totes creades el 2002 pel desenvolupament de projectes de col·laboració amb Corea del Sud i altres països. Una d'elles, la Regió Administrativa Especial de Sinuiju, tenia la intenció d'atreure empreses i inversió xinesa, a partir de l'any 2003 ha estat instal·lada. Les regions administratives especials no tenen cap divisió de segon i tercer nivell.
| Divisió   | Nom               | Hangul   | Capital   | Hangul   |
| --------- | ----------------- | -------- | --------- | -------- |
| Ciutat    | Pyongyang         | 평양시   | Pyongyang | 평양시   |
| Ciutat    | Rasŏn             | 라선시   | Rasŏn     | 라선시   |
| Província | Chagang           | 자강도   | Kanggye   | 강계시   |
| Província | Kangwon           | 강원도   | Wonsan    | 원산시   |
| Província | Ryanggang         | 량강도   | Hyesan    | 혜산시   |
| Província | Hamgyong del Nord | 함경북도 | Chongjin  | 청진시   |
| Província | Hamgyong del Sud  | 함경남도 | Hamhung   | 함흥시   |
| Província | Hwanghae del Nord | 황해북도 | Sariwon   | 개성시   |
| Província | Hwanghae del Sud  | 황해남도 | Haeju     | 해주시   |
| Província | Pyongan del Nord  | 평안북도 | Sinuiju   | 신의주시 |
| Província | Pyongan del Sud   | 평안남도 | Pyongsong | 평성시   |

## Divisions de segon nivell
Veure Llista de divisions administratives de segon nivell de Corea del Nord per una llista completa.

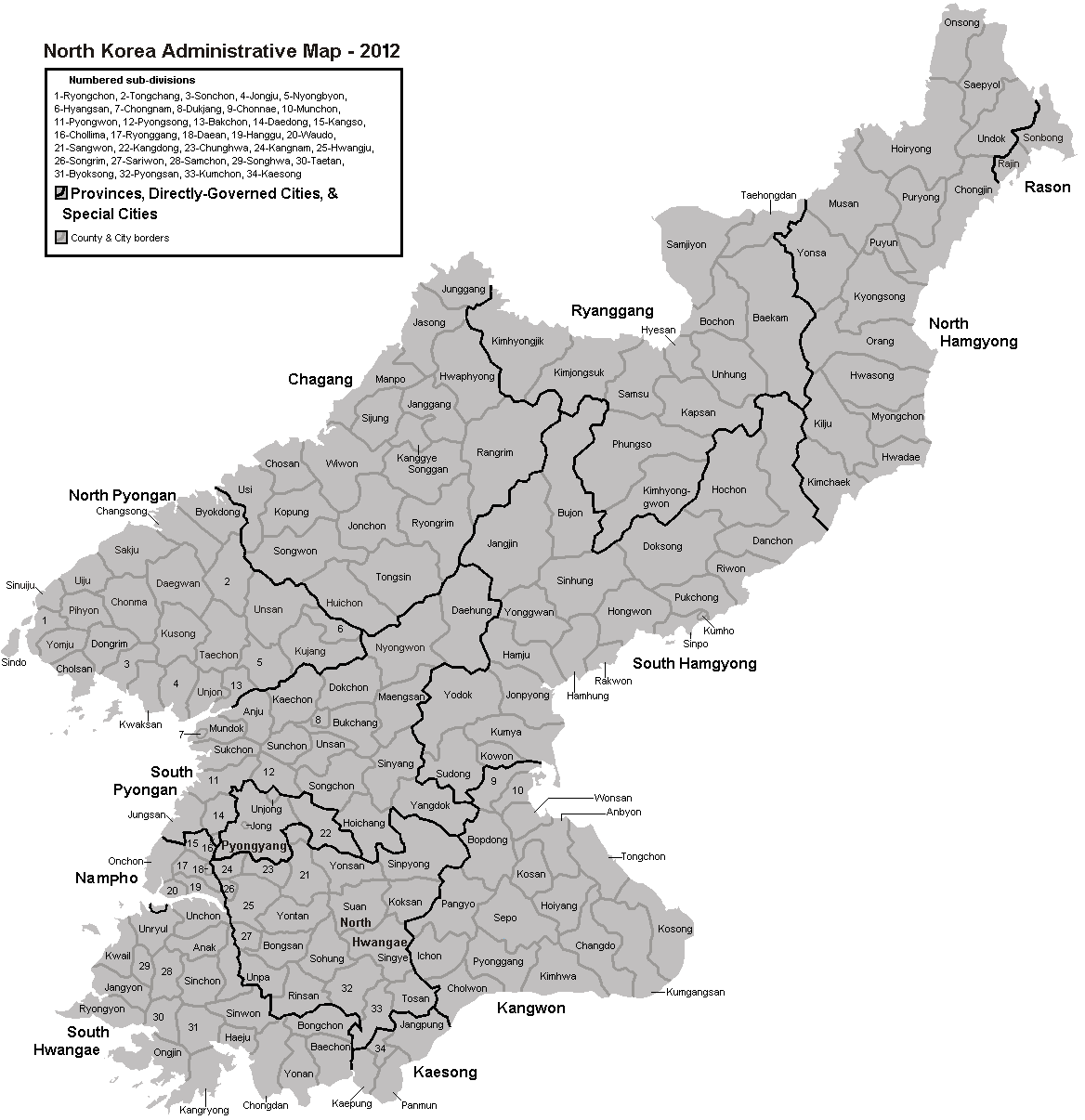
Un mapa de Corea del Nord amb divisions de segon nivell

La divisió de segon nivell més comuna és el comtat (Kun; 군, 郡), una àrea menys urbanitzada dins d'una província o ciutat directament governada. Els districtes més populars dins les províncies són les ciutats (Si; 시, 市), i la ciutat de Namp'o és una ciutat especial (T'ŭkkŭpsi; 특급시, 特級市). Algunes províncies també tenen dos tipus de districtes (Ku, Chigu).
Els centres de la ciutat de les ciutats directament governades estan organitzades en barris (Kuyŏk, equivalent al sud-coreà Gu).

## Divisions de tercer nivell
Les parts rurals de les ciutats i els comtats estan organitzades en pobles (Ri, 리, 里, 里). Les àrees cèntriques dins de les ciutats són dividides barris (Tong, 동, 洞, 洞), i una part poblada d'un comtat forma una ciutat (Ŭp, 읍, 邑, 邑). Alguns comtats també tenen els districtes dels treballadors (Rodongjagu).